# Abel Kiprop Mutai

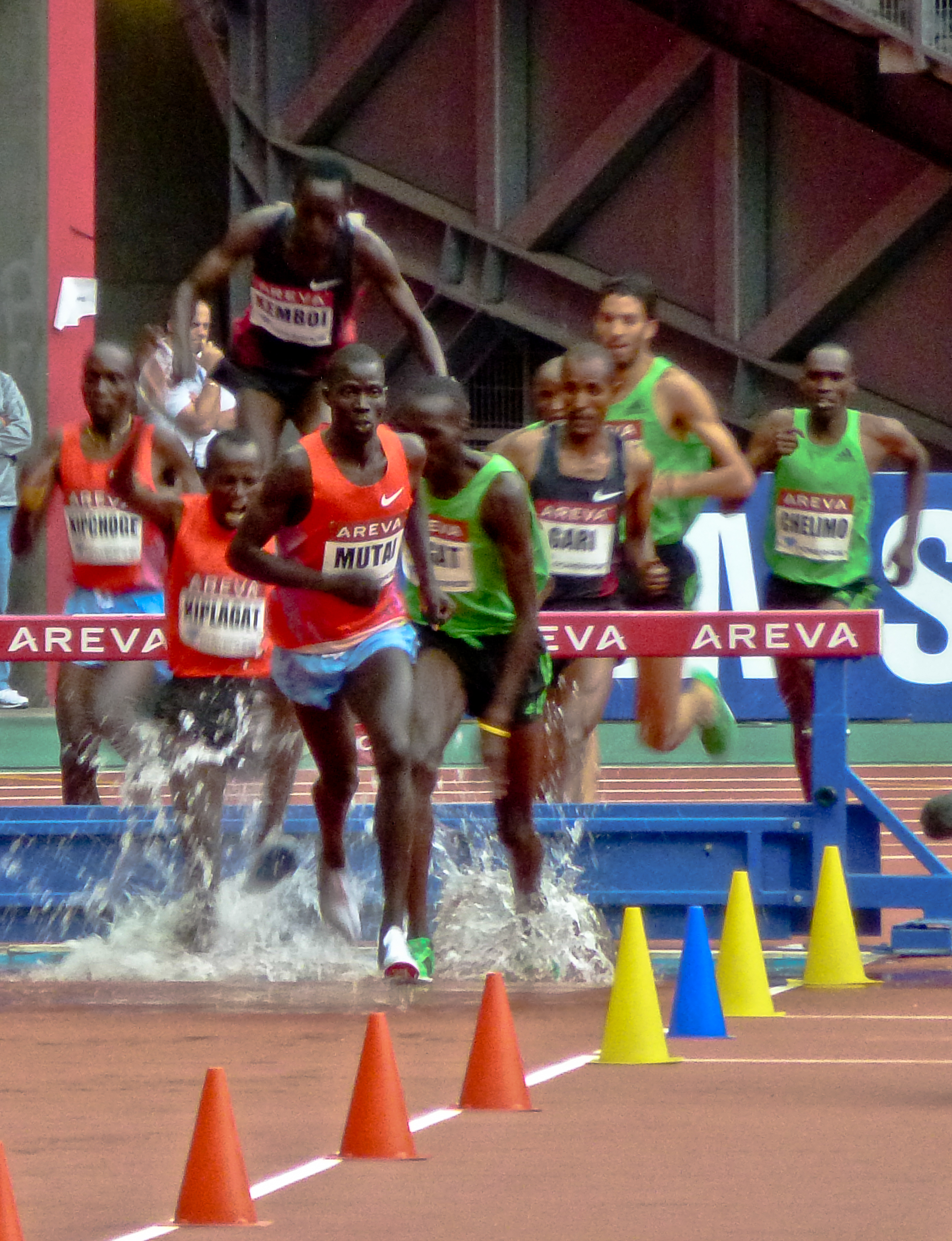
Abel Kiprop Mutai beim Meeting Areva 2011

Abel Kiprop Mutai (* 2. Oktober 1988 in Chepteon, Nandi District) ist ein kenianischer Hindernisläufer.
Sein Vater war ein Langstreckenläufer und seine Mutter eine 400-Meter-Läuferin. In der Oberschule wurde er von seinem Lehrer William Matei gefördert.
Bei den Leichtathletik-Jugendweltmeisterschaften 2005 wurde er nachträglich zum Sieger über 2000 m Hindernis erklärt, nachdem der Erstplatzierte Tareq Mubarak Taher aus Bahrain wegen einer manipulierten Altersangabe disqualifiziert worden war. 2007 wurde er afrikanischer Juniorenmeister über 3000 m Hindernis.
2008 trat er in den Dienst der kenianischen Streitkräfte. Nachdem er 2010 wegen einer Verletzung an der Achillessehne komplett hatte pausieren müssen, gelang ihm 2012 der Durchbruch. Er stellte bei der Golden Gala in Rom mit 8:01,67 min seine persönliche Bestzeit auf, qualifizierte sich als Dritter der kenianischen Ausscheidungskämpfe für die Olympischen Spiele in London, siegte bei den Leichtathletik-Afrikameisterschaften in Porto Novo und gewann im olympischen Rennen die Bronzemedaille.
2013 wurde er Siebter bei den Leichtathletik-Weltmeisterschaften in Moskau.
Abel Kiprop Mutai ist 1,75 m groß und wiegt 62 kg. Er wird von Claudio Berardelli trainiert und vom Manager Federico Rosa betreut. Mit seinem Einkommen unterstützt er seine sechs Geschwister. Er ist verheiratet und wurde 2010 Vater eines Sohnes.